# Chomýž
Chomýž (deutsch Komeisch, früher Chomisch) ist eine Gemeinde in Tschechien. Sie liegt fünf Kilometer südlich von Bystřice pod Hostýnem und gehört zum Okres Kroměříž.

## Geographie
Chomýž befindet sich am westlichen Fuße der Hosteiner Berge am Übergang zur Podbeskydská pahorkatina (Vorbeskidenhügelland). Das Dorf liegt am linken Ufer der Rusava am Rande des Naturparks Hostýnské vrchy. Nördlich erheben sich die Polámaná (302 m) und der Chlum (418 m), im Nordosten die Hůrka (421 m), der Hostýn (734 m) und die Bukovina (657 m), östlich der Nad Pasekami (588 m), im Südosten der Barvínek (571 m) und die Poschlá (629 m) und Lysina (597 m) sowie im Westen die Kopaniny (357 m). Anderthalb Kilometer westlich verläuft die Bahnstrecke Hulín–Valašské Meziříčí, die nächste Bahnstation ist Hlinsko pod Hostýnem.
Nachbarorte sind Bílavsko und Chlum im Norden, Slavkov pod Hostýnem im Nordosten, Brusné im Osten, Hranečník und Rusava im Südosten, Lukoveček, Hadovna und Přílepy im Süden, Žopy, Dobrotice und Jankovice im Südwesten, Lipiny und Bořenovice im Westen sowie Prusinovice und Hlinsko pod Hostýnem im Nordwesten.

## Geschichte
Legenden zufolge soll Chomýž bereits vor dem Einfall der Goldenen Horde im Jahre 1241 bestanden haben und ein großes Dorf mit eigener Kirche gewesen sein. Die erste schriftliche Erwähnung von Chomicz erfolgte 1365 in der Landtafel, als Boček I. von Podiebrad ein Drittel des zwischen den Herrschaften Holešov, Bystřice und Křídlo dreigeteilten Dorfes erwarb. Er übertrug diesen Anteil kurz darauf seinem Bruder Wilhelm von Kunstadt, der noch im selben Jahre von Vlk von Dobrotice die Burg Křídlo samt deren Anteil an Chomicz kaufte. Die Burgherrschaft Křídlo fiel 1374 nach dem Tod von Boček und Wilhelm an Ctibor von Cimburg. 1423 wurde der Křídloer Anteil von Chomicz an die Herrschaft Bystřice angeschlossen. Dadurch wurde das gesamte Dorf nach Bystřice untertänig. Im Jahre 1437 wurde das Dorf als Chomyz und 1527 als Chomiz bezeichnet. Zu den vielfach wechselnden Besitzern gehörten u. a. die Herren von Lobkowicz und ab 1650 Johann von Rottal. Aus dem Jahre 1718 ist der Ortsname Chomitz und von 1751 Chomis überliefert. Mit dem Tode von Marie Anna von Rottal, verheiratete von Lamberg, starb das Geschlecht von Rottal 1762 aus. Im Jahr darauf fiel Chomis im Zuge der Aufteilung des Erbes Franz Maximilian Nádasdy zu, der es an die Herrschaft Holešov anschloss. Zu dieser Zeit wurde in Chomis eine walachische Erbvogtei geschaffen. Das älteste Ortssiegel stammt von 1779; es zeigt ein Schild mit einer Blume und darüber eine Krone sowie die Umschrift OA : CHOMISCH : 1779. 1836 wurde im Armenhaus (pastouška) des Ortes eine Schule eingerichtet, in der der Lehrer aus Bílavsko den Kindern aus Chomisch und Brusné Unterricht erteilte. Bis zur Mitte des 19. Jahrhunderts blieb Chomisch immer nach Holešov untertänig.
Nach der Aufhebung der Patrimonialherrschaften bildete Choměz / Chomisch ab 1850 eine Gemeinde in der Bezirkshauptmannschaft Holleschau. In den Jahren 1880 bis 1888 erfolgte westlich des Dorfes der Bau der Eisenbahn von Hullein nach Wallachisch Meseritsch. Zwischen 1884 und 1886 entstand ein neues Schulhaus, in dem auch die Kinder aus Brusné unterrichtet wurden. Das Mobiliar war ein Geschenk des Unternehmens Gebrüder Thonet. Ab 1890 wurde die Gemeinde als Chomíž bezeichnet. Nach dem Großbrand von 1892, der das halbe Dorf in Schutt und Asche gelegt hatte, gründete sich 1895 eine Freiwillige Feuerwehr. Der heutige Ortsname Chomýž wird seit 1910 verwendet. Nach der Aufhebung des Okres Holešov wurde die Gemeinde 1960 dem Okres Kroměříž zugeordnet. 1991 wurde die Brücke über die Rusava saniert. Seit 1993 führt die Gemeinde ein Wappen; es wurde vom Heraldiker Jiří Louda entworfen. Am 6. und 7. Juli 1997 war die Gemeinde von einem Jahrhunderthochwasser der Rusava betroffen. Dabei wurden auch das Gemeindeamt und das Spritzenhaus überflutet; die Rusava-Brücke überstand ihre Überflutung unbeschädigt.
Die Gemeinde Chomýž besteht heute aus 120 Häusern. Der gemeindliche Grundbesitz umfasst auch 75 ha Land und 60 ha Wald im Kataster von Brusné sowie einen Teil des Pfarrfriedhofes von Bílavsko.

## Gemeindegliederung
Für die Gemeinde Chomýž sind keine Ortsteile ausgewiesen.

## Sehenswürdigkeiten

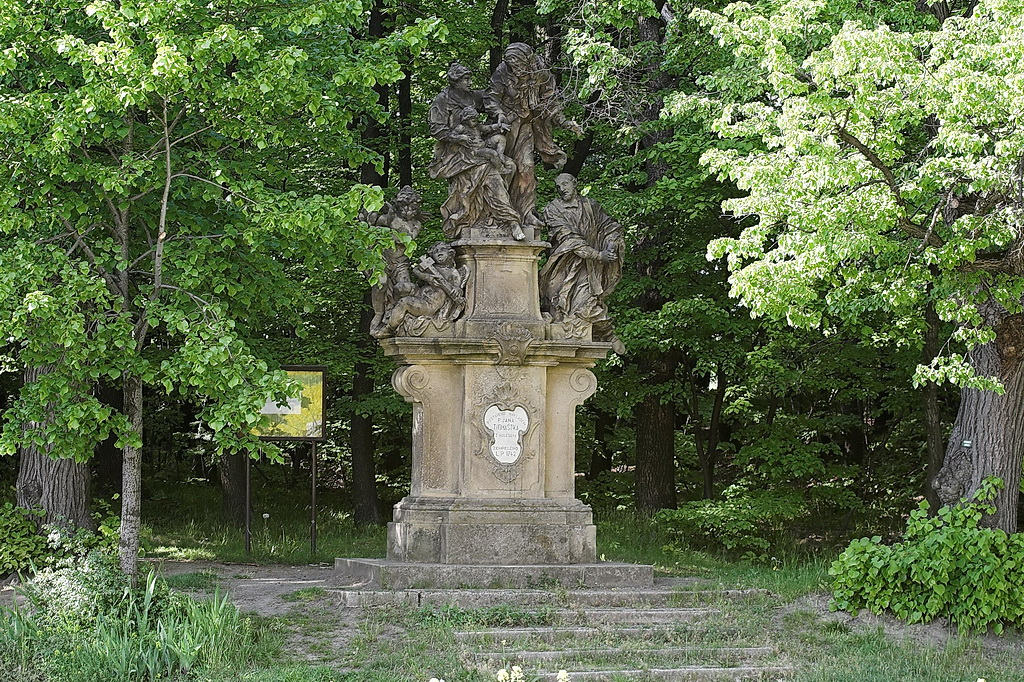
Säule der hl. Anna

- Barocke Säule der hl. Anna, das 1742 im Olmützer Bildhauer Andreas Zohner geschaffene sandsteinerne Kunstwerk befindet sich 800 m außerhalb des Ortes am Weg nach Jankovice unter mächtigen Linden. Eine an der sechs Meter hohen Statuengruppe angebrachte Marmortafel gibt Auskunft darüber, dass sie auf Veranlassung von Jan Thomaštík aus Holešov errichtet wurde
- Steinernes Kreuz an der Straße nach Hlinsko pod Hostýnem, errichtet 1762
- Glockenturm am Dorfanger
- Denkmal für die Opfer des Ersten Weltkrieges
- Denkmal für die Opfer des Zweiten Weltkrieges
- Wassermühle Peclův Mlýn, im Unterdorf an der Rusava
- Wassermühle Zdráhalův Mlýn, am westlichen Ortsausgang an der Rusava
- Reste der Burg Křídlo, südöstlich des Dorfes am Barvínek
- Reste der Burg Chlum, nördlich des Ortes auf dem gleichnamigen Hügel
- Burgstall Kasařov bei Lipina, die Burg wurde 1522 erstmals erwähnt und lag zu dieser Zeit bereits wüst

## Söhne und Töchter der Gemeinde
- František Dvorník (1893–1975), Theologe, Historiker und Professor der Byzantologie an der Harvard-Universität Washington
- Josef Macůrek (1901–1992), Historiker und Professor für Philosophie an der Masaryk-Universität Brünn